# Haraldsted
Haraldsted er en lille landsby på Midtsjælland beliggende i Haraldsted Sogn ca. 4-5 kilometer nord for Ringsted. Landsbyen ligger i Ringsted Kommune og hører til Region Sjælland.
Byen er mest berømt for mordet på Knud Lavard, der fandt sted i Haraldsted Skov uden for byen. Skuespilleren Christopher Hartmann Ørsted blev født i Haraldsted i 1721.
55°29.41′N 11°46′Ø / 55.49017°N 11.767°Ø